# 橘子洲大桥

橘子洲大桥是湖南省长沙市境内第一座跨湘江的大桥，习惯上称为“湘江大桥”或“湘江一桥”。位于长沙城区五一路西端、经橘子洲到溁湾镇之间，于1971年9月6日正式开工，1972年10月1日建成通车。其总投资1800万元人民币，费用主要用于购置原料和建材、设备，建设用工主要来自于居民的义务投入。该桥为一座大型钢筋混凝土双曲拱公路桥，全长1250米，主桥21跨，其中正桥17跨、最大宽径76米，桥面净宽20米，其中车行道14米，两边人行道各3米。共有18个台墩，大河的墩身为砼浇筑，小河的墩身用块片石嵌砌。
|                |
| 长沙橘子洲大桥 |

| 橘子洲大桥     |
| 长沙橘子洲大桥 |